# Cavolinia
Cavolinia Abildgaard, 1791 è un genere di molluschi pteropodi della famiglia Cavoliniidae.

## Descrizione
In media sono grandi 1 cm, il loro corpo è trasparente e permette di vedere le nervature che attraversano tutta la calotta che varia dai 10 ai 18 mm di lunghezza e dai 7,5 a 11,5 di larghezza. Il guscio presenta una colorazione marrone ed è decorato da molteplici striature trasversali.

## Tassonomia
Il genere comprende le seguenti specie viventi:
- Cavolinia gibbosa (d'Orbigny, 1835)
- Cavolinia globulosa Gray, 1850
- Cavolinia inflexa (Lesueur, 1813)
- Cavolinia labiata (d'Orbigny, 1835)
- Cavolinia longicostata Rampal, 2002
- Cavolinia pachysoma Rampal, 2002
- Cavolinia tridentata (Forsskål [in Niebuhr], 1775)
- Cavolinia uncinata (d'Orbigny, 1835)